# Autovía Martutene-San Sebastián
La GI-41 es una autovía de la Red de Carreteras de la Diputación Foral de Guipúzcoa que une la  A-15  con el  Paseo de Urumea  por Amara.
Tomó este nombre en 2010, tras la reorganización de la red de carreteras que llevó a cabo la Diputación Foral de Guipúzcoa.
Nace en el punto kilómetro 167 de la  A-15  en el municipio de Astigarraga y termina en el barrio Amara de San Sebastián cruzado al  Paseo de Urumea .
Tiene una longitud de 4.000 metros.

## Tramos
| Denominación | Tramo                                 | Año servicio | km  |
| ------------ | ------------------------------------- | ------------ | --- |
| GI-41        | Variante de Astigarraga               | 2006         | 1   |
| GI-41        | Astigarraga (Norte) - Martutene GI-40 | 2008         | 1,4 |
| GI-41        | Martutene GI-40 - Paseo de Urumea     | 2010         | 1,6 |